# سکس در ملأ عام
سکس در ملأ عام (به انگلیسی: Public sex) آمیزش جنسی در فضاهای عمومی و در انظار عمومی است که توسط دو یا چند نفر صورت گیرد. اگر آمیزش جنسی در اتاقی با پنجره و پردهٔ باز صورت بگیرد به صورتی که دیگران آن را ببینند، آن نیز آمیزش در انظار عمومی تلقی می‌شود. سکس در ملا عام می‌تواند در مکان‌هایی مثل پارک، فروشگاه، پارکینگ، ساحل، جنگل، سالن تئاتر و سینما، توالت عمومی، جاده و خیابان، کابین، گورستان یا داخل خودرو و اتوبوس صورت بگیرد. بر اساس یک مطالعهٔ گسترده مشخص شد که این سکس در ملأ عام یک فانتزی یا خیال‌پردازی شهوانی معمول در میان زوج‌ها بوده و تعداد قابل توجهی از آن‌ها سابقهٔ انجام این کار را دارند.

## وقایع
در یونان باستان، ثبت شده که کراتس اف تبس، فیلسوف سینیک، با همسرش هیپارکیا از مارونیا، فیلسوف دیگر سینی، در ملاء عام آمیزش جنسی داشته است. در انگلستان، برخی از رانترها به رابطه جنسی عمومی مشغول بودند.
در سپتامبر 2003، بی بی سی در مورد یک جنون "سگ" که توسط تبلیغات اینترنتی دامن زده شده بود، گزارش داد. Dogging یک اصطلاح عامیانه انگلیسی انگلیسی برای درگیر شدن در رابطه جنسی عمومی است، معمولاً در پارکینگ یا پارک روستایی، در حالی که دیگران تماشا می کنند. سگ داری جنبه های نمایشگاه گرایی و فضول گرایی دارد.
شواهدی در اینترنت وجود دارد مبنی بر اینکه «سگ» به کشورهای دیگر مانند ایالات متحده، کانادا، ایرلند، استرالیا، باربادوس، برزیل، هلند، دانمارک،  نروژ, لهستان,و  سوئد.
ظاهراً سکس عمومی در فضای باز اغلب در پارک ها و سواحل ونکوور و سانفرانسیسکو انجام می شود. با توجه به مجله نیویورک، رابطه جنسی عمومی اغلب در شهر نیویورک اتفاق می افتد، و یک فانتزی مشترک برای بسیاری از مردم است.

## دیدگاه عمومی

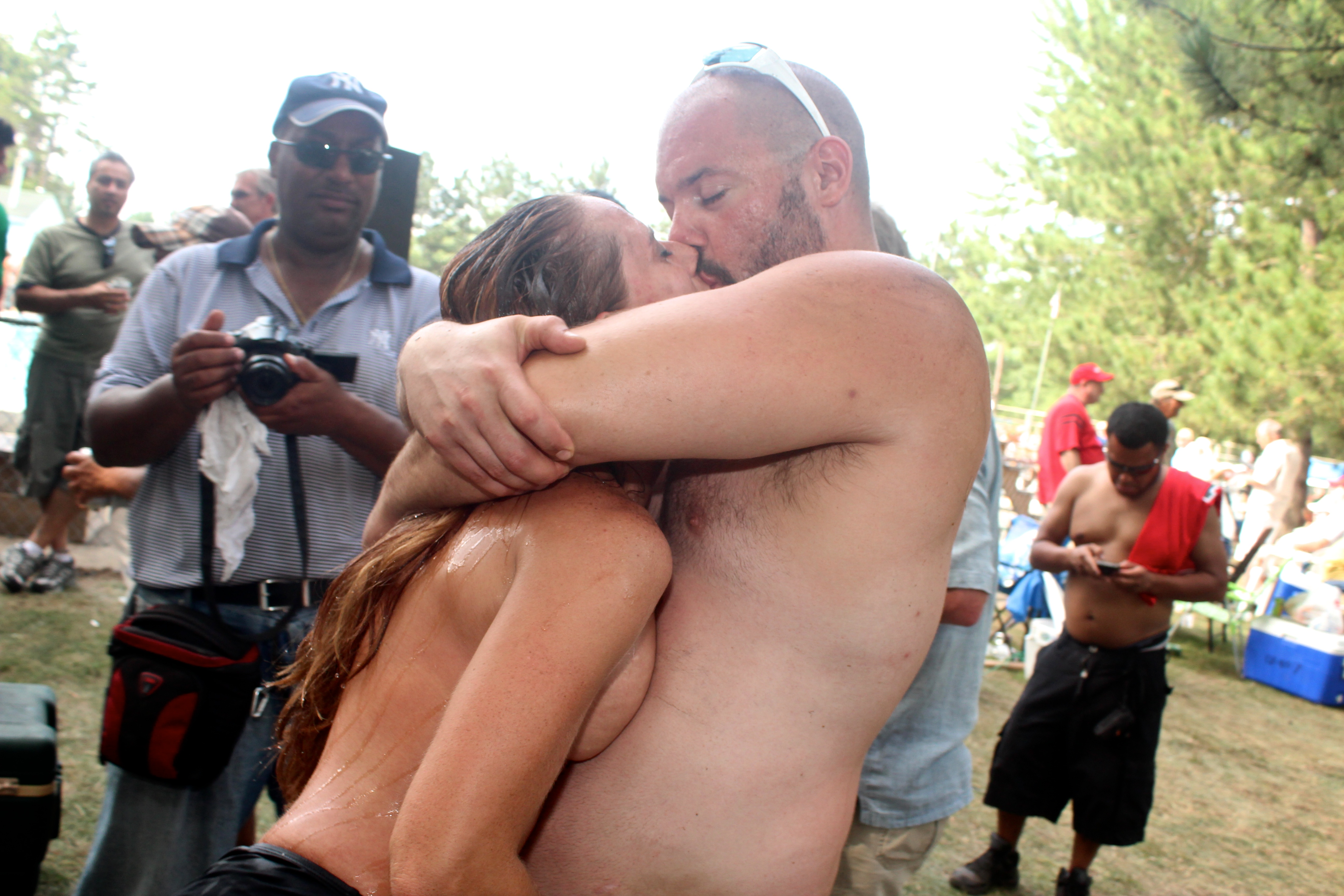
بوسیدن یک زوج برهنه در ملاء عام، Nudes-A-Poppin'، ایالات متحده آمریکا، 2013

دیدگاه های عمومی نسبت به رابطه جنسی در ملأ عام و تمایلات جنسی بین فرهنگ ها و دوره های تاریخی مختلف بسیار متفاوت است. قوانین متعددی برای رابطه جنسی در ملاء عام اعمال می شود که در آنها از اصطلاحات مختلفی مانند برهنگی ناپسند در انظار عمومی، جرائم منافی عفت، لواط و غیره استفاده می شود. در برخی از حوزه های قضایی، جرم تنها در صورتی انجام می‌گیرد که شرکت کنندگان توسط دیگران دیده شوند، به طوری که ممکن است یک عمل جنسی در اتاق توالت بسته بدون ارتکاب جرم رخ دهد.
در بریتانیا، افزایش مکان‌هایی برای رابطهٔ جنسی در ملأ عام وجود داشته است، احتمالاً به دلیل رویکردی ملایم تر برای اجرای قوانین مربوط به رابطه جنسی عمومی از اوایل دههٔ ۱۹۹۰.

## قانونی بودن
در انگلستان، وضعیت قانونی اعمال جنسی عمومی به عنوان بخشی از قانون جرایم جنسی مصوب سال ۲۰۰۳، تعریف شده‌است. بر اساس بند ۷۱ این قانون، انجام فعالیت جنسی در یک توالت عمومی جرم محسوب می‌شود اما نحوهٔ مواجهه با جرم و مجازات مجرمان، مبهم است.